# Município de Unity (condado de Columbiana, Ohio)
O município de Unity (em inglês: Unity Township) é um município localizado no condado de Columbiana no estado estadounidense de Ohio. No ano de 2010 tinha uma população de 9.957 habitantes e uma densidade populacional de 108,37 pessoas por km².

## Geografia
O município de Unity encontra-se localizado nas coordenadas 40° 51′ 38″ N, 80° 34′ 09″ O. Segundo a Departamento do Censo dos Estados Unidos, o município tem uma superfície total de 91.88 km², da qual 91,44 km² correspondem a terra firme e (0,48 %) 0,45 km² é água.

## Demografia
Segundo o censo de 2010, tinha 9.957 habitantes residindo no município de Unity. A densidade populacional era de 108,37 hab./km². Dos 9.957 habitantes, o município de Unity estava composto pelo 98,09 % brancos, o 0,29 % eram afroamericanos, o 0,13 % eram amerindios, o 0,27 % eram asiáticos, o 0,29 % eram de outras raças e o 0,92 % eram de uma mistura de raças. Do total da população o 0,9 % eram hispanos ou latinos de qualquer raça.